# Робинсон, Джек (футболист, 1870)
Джон Уи́льям Ро́бинсон (англ. John William Robinson; 22 апреля 1870 — 28 октября 1931), более известный как Джек Робинсон (англ. Jack Robinson) — английский футболист, вратарь. Наиболее известен по выступлениям за клубы «Дерби Каунти», «Саутгемптон», «Плимут Аргайл» и «Сток» а также за национальную сборную Англии. Также профессионально играл в бейсбол.

## Футбольная карьера

### Клубная карьера
Робинсон начал футбольную карьеру в клубе «Дерби Мидленд» из своего родного города Дерби. В 1889 году перешёл в клуб «Линкольн Сити», который выиграл первый в истории розыгрыш Лиги Мидленда в сезоне 1889/90. В 1891 году вернулся в свой родной город, став игроком клуба «Дерби Каунти». Провёл в команде шесть сезонов и сыграл за неё 182 матча. В сезоне 1895/96 помог «баранам» занять второе место в Первом дивизионе (чемпионский титул завоевала «Астон Вилла», набравшая на четыре очка больше).
В 1897 году ушёл из «Дерби Каунти», став игроком клуба «Нью-Брайтон Тауэр». В сезоне 1897/98 помог команде выиграть Ланкаширскую лигу, после чего клуб был принят в Футбольную лигу, однако Робинсон покинул команду по окончании сезона, перейдя в «Саутгемптон».
В «Саутгемптоне» Робинсон провёл пять сезонов, сыграв за команду 142 матча. Он помог «святым» трижды выиграть Южную лигу и удачно выступать в Кубке Англии, доходя до финалов в 1900 и 1902 году.
Робинсон был «надёжным» вратарём и был одним из первых вратарей, «нырявших в полную длину», чтобы сделать сейв. Во время турне «Саутгемптона» по восточной Европе Робинсон познакомил вратарей Австрии и Венгрии с «современными вратарскими техниками». В Праге «Саутгемптон» обыграл местный клуб «Славия» со счётом 3:0, и вратарский стиль игры Робинсона с длинными прыжками в сторону породил новый чешский термин — «робинзонада» (чеш. robinsonáda). Венгерский вратарь Дьюла Грошич заявил: «Билли Мун из «Коринтиана», Робинсон и многие другие всемирно известные английские вратари были пионерами [вратарского] искусства, и они показали, как нужно играть всем европейским вратарям». Главный тренер сборной Австрии Хуго Майсль, создатель легендарной «Вундертим» 1930-х годов, отметил:
В том году приехали первые английские профессионалы из футбольного клуба «Саутгемптон». Они обыграли сборную Вены со счётом 6:0, а их вратарь, Робинсон, впервые показал, как отбивать нижние удары, прыгая с максимальной лёгкостью. По сей день (1930 год) этот тип сейва называется «робинзонадой» в Австрии и Центральной Европе. После игры Робинсон провёл демонстрацию. В его ворота нанесли удары шестью мячами одновременно, но он заблокировал большинство из них.Хуго Майсль, 
В 1903 году Робинсон покинул «Саутгемптон», став игроком другого клуба из Южной лиги «Плимут Аргайл». Провёл в команде два сезона, сыграв 57 матчей.
В 1905 году стал игроком клуба Южной лиги «Миллуолл Атлетик». Затем играл за «Грин Уэйвз» и «Эксетер Сити». С 1909 по 1912 год выступал за «Сток», после чего эмигрировал в США, где выступал за нью-йоркский клуб «Рочестер Сити».

### Карьера в сборной
20 февраля 1897 года дебютировал за сборную Англии в матче против сборной Ирландии, в котором англичане одержали победу со счётом 6:0. На 80-й минуте судья назначил пенальти в ворота англичан, но ирландский игрок не смог его реализовать, поэтому Робинсон завершил свой дебютный матч «всухую».
Всего провёл за сборную Англии 11 матчей.

#### Список матчей за сборную
| №  | Дата            | Стадион                      | Соперник  | Результат | Турнир                  |
| -- | --------------- | ---------------------------- | --------- | --------- | ----------------------- |
| 1  | 20 февраля 1897 | «Трент Бридж», Ноттингем     | Ирландия  | 4:0       | Домашний чемпионат 1897 |
| 2  | 3 апреля 1897   | «Кристал Пэлас», Лондон      | Шотландия | 1:2       | Домашний чемпионат 1897 |
| 3  | 5 марта 1898    | «Солитьюд», Белфаст          | Ирландия  | 3:2       | Домашний чемпионат 1898 |
| 4  | 28 марта 1898   | «Рейскорс Граунд», Рексем    | Уэльс     | 3:0       | Домашний чемпионат 1898 |
| 5  | 2 апреля 1898   | «Хэмпден Парк», Глазго       | Шотландия | 3:1       | Домашний чемпионат 1898 |
| 6  | 20 марта 1899   | «Аштон Гейт», Бристоль       | Уэльс     | 4:0       | Домашний чемпионат 1899 |
| 7  | 8 апреля 1899   | «Вилла Парк», Бирмингем      | Шотландия | 2:1       | Домашний чемпионат 1899 |
| 8  | 17 марта 1900   | «Лэнсдаун Роуд», Дублин      | Ирландия  | 2:0       | Домашний чемпионат 1900 |
| 9  | 26 марта 1900   | «Кардифф Армс Парк», Кардифф | Уэльс     | 1:1       | Домашний чемпионат 1900 |
| 10 | 26 марта 1900   | «Селтик Парк», Глазго        | Шотландия | 1:4       | Домашний чемпионат 1900 |
| 11 | 9 марта 1901    | «Делл», Саутгемптон          | Ирландия  | 3:0       | Домашний чемпионат 1901 |

Итого: 11 матчей (5 «сухих») / 11 пропущенных мячей; 8 побед, 1 ничья, 2 поражения.

## Профессиональный бейсбол
В 1890 году Робинсон дебютировал за бейсбольный клуб «Дерби». Он играл вместе со Стивом Блумером и помог команде дважды выиграть бейсбольный чемпионат Великобритании в 1895 и 1897 году.

## Достижения
«Линкольн Сити»
- Чемпион Лиги Мидленда: 1889/90

«Дерби Каунти»
- Вице-чемпион Англии: 1895/96

«Нью-Брайтон Тауэр»
- Чемпион Ланкаширской лиги: 1897/98

«Саутгемптон»
- Финалист Кубка Англии: 1900, 1902
- Чемпион Южной лиги: 1898/99, 1900/01, 1902/03

Сборная Англии
- Победитель Домашнего чемпионата: 1897/98, 1898/99, 1900/01

«Дерби» (бейсбольный клуб)
- Чемпион Великобритании по бейсболу: 1895, 1897

## Статистика выступлений
| Клуб             | Сезон            | Лига | Лига | Кубок | Кубок | Прочие | Прочие | Итого | Итого |
| Клуб             | Сезон            | Игры | Голы | Игры  | Голы  | Игры   | Голы   | Игры  | Голы  |
| ---------------- | ---------------- | ---- | ---- | ----- | ----- | ------ | ------ | ----- | ----- |
| Дерби Каунти     | 1891/92          | 25   | 0    | 1     | 0     | −      | −      | 26    | 0     |
| Дерби Каунти     | 1892/93          | 30   | 0    | 3     | 0     | −      | −      | 33    | 0     |
| Дерби Каунти     | 1893/94          | 25   | 0    | 4     | 0     | −      | −      | 29    | 0     |
| Дерби Каунти     | 1894/95          | 23   | 0    | 1     | 0     | 1      | 0      | 25    | 0     |
| Дерби Каунти     | 1895/96          | 30   | 0    | 5     | 0     | −      | −      | 35    | 0     |
| Дерби Каунти     | 1896/97          | 30   | 0    | 4     | 0     | −      | −      | 34    | 0     |
| Дерби Каунти     | Итого            | 163  | 0    | 18    | 0     | 1      | 0      | 182   | 0     |
| Саутгемптон      | 1898/99          | 24   | 0    | 3     | 0     | −      | −      | 27    | 0     |
| Саутгемптон      | 1899/1900        | 21   | 0    | 6     | 0     | −      | −      | 27    | 0     |
| Саутгемптон      | 1900/01          | 22   | 0    | 1     | 0     | −      | −      | 23    | 0     |
| Саутгемптон      | 1901/02          | 26   | 0    | 8     | 0     | −      | −      | 34    | 0     |
| Саутгемптон      | 1902/03          | 23   | 0    | 0     | 0     | −      | −      | 23    | 0     |
| Саутгемптон      | Итого            | 116  | 0    | 26    | 0     | 0      | 0      | 142   | 0     |
| Плимут Аргайл    | 1903/04          | 40   | 0    | 7     | 0     | −      | −      | 47    | 0     |
| Плимут Аргайл    | 1904/05          | 10   | 0    | 0     | 0     | −      | −      | 10    | 0     |
| Плимут Аргайл    | Итого            | 50   | 0    | 7     | 0     | 0      | 0      | 57    | 0     |
| Сток Сити        | 1909/10          | 27   | 0    | 6     | 0     | 2      | 0      | 35    | 0     |
| Сток Сити        | 1910/11          | 28   | 0    | 3     | 0     | −      | −      | 31    | 0     |
| Сток Сити        | Итого            | 55   | 0    | 9     | 0     | 2      | 0      | 66    | 0     |
| Всего за карьеру | Всего за карьеру | 384  | 0    | 34    | 0     | 3      | 0      | 440   | 0     |